# Fundação Daniel Zamudio
A Fundação Daniel Zamudio é uma ONG chilena fundada em 2012 que combate a homofobia em todas as formas possíveis, especialmente no que diz às famílias, o respeito e a valorização da diversidade sexual e a inclusão social. A Fundação Daniel Zamudio era parte da Frente da Diversidade Sexual e de Gênero, agora fazendo parte da Ação Solidária. A fundação serve para criar diálogo e colaboração que una o esforço de organizações como: Fundação Iguais, Movimento pela Diversidade Sexual, Ação Gay, Fundação Tudo Melhora, Organização de Transsexuais pela Dignidade da Diversidade e os agrupamentos Rompendo o Silêncio e Valdiversa.
A Fundação é composta principalmente por jovens profissionais ou estudantes.[carece de fontes?] Entre os temas prioritários da fundação, estão: a promoção da reforma da chamada Lei Zamudio ou Lei N.º 20.609, que estabeleceu o conceito de discriminação arbitrária, mas que não tem atuado sobre à urgente instalação de políticas públicas sobre prevenção e/ou educação para evitar que casos de discriminação continue ocorrendo no país, tema que transcende o atual conteúdo da lei.Sobre a discriminação arbitrária, a Lei Zamudio definiu: "toda a distinção, exclusão ou restrição que careça de justificativa razoável, efectuada por agentes do Estado ou sociedade civil, e que cause privação, perturbação ou ameaça no exercício legítimo dos direitos fundamentais estabelecidos na Constituição Política da República ou nos tratados internacionais sobre direitos humanos ratificados pelo Chile e que se encontrem vigentes". A Fundação apresentou a Álvaro Elizalde Soto, titular do Ministério da Secretaria Geral de Governo do Chile, sua proposta sobre o assunto na comemoração de seu segundo aniversário.
A Fundação Daniel Zamudio propõe a criação de uma nova institucionalidade para o país que se faça cargo do tema da não discriminação. Esta proposta recebe o nome de CODIN, e consistiria num conselho nacional a cargo da criação de políticas públicas sobre o tema, e que seria encabeçado por um presidente com os poderes de Ministro de Estado. O CODIN é baseado em experiências internacionais como: o argentino Instituto Nacional contra a Discriminação, a Xenofobia e o Racismo e o mexicano Conselho Nacional para Prevenir a Discriminação.[carece de fontes?]
Os membros da fundação contribuíram na construção da animita em memória de Daniel Zamudio localizada no lugar onde foi encontrado no Parque San Borja, bem como do Memorial pela Diversidade Daniel Zamudio Vera, localizado no Cemitério Geral de Santiago e onde jazem seus restos mortais.